# Eutelsat 16B
Eutelsat 16B, anciennement connu sous les noms de Hot Bird 4, Atlantic Bird 4, Nilesat 103 et Eurobird 16, est un satellite de télécommunications détenu et exploité par Eutelsat. Le satellite a été mis hors service en février 2015 et a été déplacé sur une orbite cimetière au-dessus de l'orbite géostationnaire.

## Caractéristiques
Hot Bird 4 était un satellite de télécommunications géostationnaire du consortium européen EUTELSAT. Avec une constellation de 5 satellites, la famille Hot Bird à 13 ° Est formait l'un des plus grands systèmes de diffusion au monde. Au quatrième trimestre 1998, le système fournissait plus de 320 chaînes de télévision analogiques et numériques, ainsi que des services radio et multimédia, à plus de 70 millions de foyers connectés à un réseau câblé ou équipés pour la réception par satellite. Les satellites Hot Bird ont assuré une couverture complète de l'Europe et sont également captés depuis des régions d'Afrique et d'Asie, dont l'ensemble du Moyen-Orient. En plus du Widebeam et du Superbeam de base, Hot Bird 3 et Hot Bird 4 étaient équipés d'un faisceau orientable qui pouvait être orienté n'importe où visible de 13° E, hémisphères nord ou sud. Hot Bird 4 et Hot Bird 5 ont été les premiers au monde à être équipés de SKYPLEX pour le multiplexage embarqué de signaux numériques en un seul flux DVB pouvant être reçu en liaison descendante par des IRD standard.

## Lancement
Le satellite a été lancé le 27 février 1998 à 22:38:00 UTC, depuis le Centre spatial guyanais à Kourou par un lanceur Ariane 42P sous le nom de Hot Bird 4, sous la marque Hot Bird d'Eutelsat.

## Orbite
Le satellite était positionné sur orbite géostationnaire à une longitude de 13° Est, co-localisé avec le reste de la constellation Hot Bird. À la suite des lancements de Hot Bird 7A et Hot Bird 8 en 2006, le satellite a été déplacé à 7° Ouest sous la marque Atlantic Bird, et renommé Atlantic Bird 4. Pendant cette période, une partie de la capacité du satellite a été louée à l'opérateur égyptien Nilesat, qui a commercialisé le satellite sous le nom de Nilesat 103.

## Mission
Nilesat a utilisé le satellite, aux côtés de Nilesat 101 et Nilesat 102 qui étaient situés dans le même créneau orbital, pour fournir des chaînes de télévision numérique direct-to-home, la transmission de données, l'internet turbo et des applications de multidiffusion à plus de 15 millions de téléspectateurs en Afrique du Nord et au Moyen-Orient.
En avril 2009, le satellite a été repositionné à 16° Est et renommé Eurobird 16 (nom de la marque Eurobird d'Eutelsat). Il a été remplacé à 7° Ouest par Atlantic Bird 4A. En mars 2012, le satellite a été renommé Eutelsat 16B lorsque la société a unifié sa marque.